# Safe at Home
| Recensione | Giudizio |
| ---------- | -------- |
| AllMusic   | [ 2 ]    |

Safe at Home (1968) è l'unico album pubblicato dalla International Submarine Band, gruppo capeggiato dal ventunenne Gram Parsons. Il disco uscì originariamente per la Lhl.

## Il disco
Contiene quattro brani originali di Parsons più sei cover di brani classici della musica country e del rock and roll. Questo disco ha contribuito alla nascita del genere country-rock sviluppatosi a cavallo tra gli anni sessanta e settanta.

## Tracce
Lato A
1. Blue Eyes – 2:45 (Gram Parsons)
2. I Must Be Somebody Else You've Known – 2:15 (Merle Haggard)
3. A Satisfied Mind – 2:30 (Jack Rhodes, Joe Red Hayes)
4. Folsom Prison Blues/That's All Right – 4:23 (Johnny Cash / Arthur Crudup)

Durata totale: 11:53
Lato B
1. Miller's Cave – 2:45 (Jack Clement)
2. I Still Miss Someone – 2:45 (Johnny Cash)
3. Luxury Liner – 2:43 (Gram Parsons)
4. Strong Boy – 2:01 (Gram Parsons)
5. Do You Know How It Feels to Be Lonesome? – 3:33 (Barry Goldberg, Gram Parsons)

Durata totale: 13:47
Edizione CD del 2004, pubblicato dalla Sundazed Music Records (SC 6206)
1. Blue Eyes – 2:46 (Gram Parsons)
2. I Must Be Somebody Else You've Known – 2:14 (Merle Haggard)
3. A Satisfied Mind – 2:27 (Jack Rhodes, Joe Hayes)
4. Folsom Prison Blues/That's All Right – 4:21 (Johnny Cash/Arthur Crudup)
5. Miller's Cave – 2:45 (Jack Clement)
6. I Still Miss Someone – 2:43 (Johnny Cash)
7. Luxury Liner – 2:51 (Gram Parsons)
8. Strong Boy – 2:00 (Gram Parsons)
9. Do You Know How It Feels to Be Lonesome? – 3:31 (Barry Goldberg, Gram Parsons)
10. Knee Deep in the Blues – 1:55 (Melvin Endsley) – Bonus Track - Originally Unissued

Durata totale: 27:33

## Formazione
- Gram Parsons - chitarra ritmica, voce solista
- Bob Buchanan - chitarra ritmica, accompagnamento vocale
- John Nuese - chitarra solista
- Jon Corneal - batteria, accompagnamento vocale

Musicisti aggiunti:
- Earl Les Ball - pianoforte
- Good Ole Jay Dee - chitarra steel
- Chris Ethridge - basso
- Suzi Jane Hokom - accompagnamento vocale, cori (brano: Do You Know How It Feels to Be Lonesome?)[4]
- Joe Osborn - basso (brani: Blue Eyes e Luxury Liner)[4]

Note aggiuntive:
- Suzi Jane Hokom - produttore
- Registrazioni effettuate al United Recording di Hollywood, California tra luglio-dicembre 1967
- Mike Lietz e Eddie Bracket - ingegneri della registrazione[5]